# Felicia Iovănescu

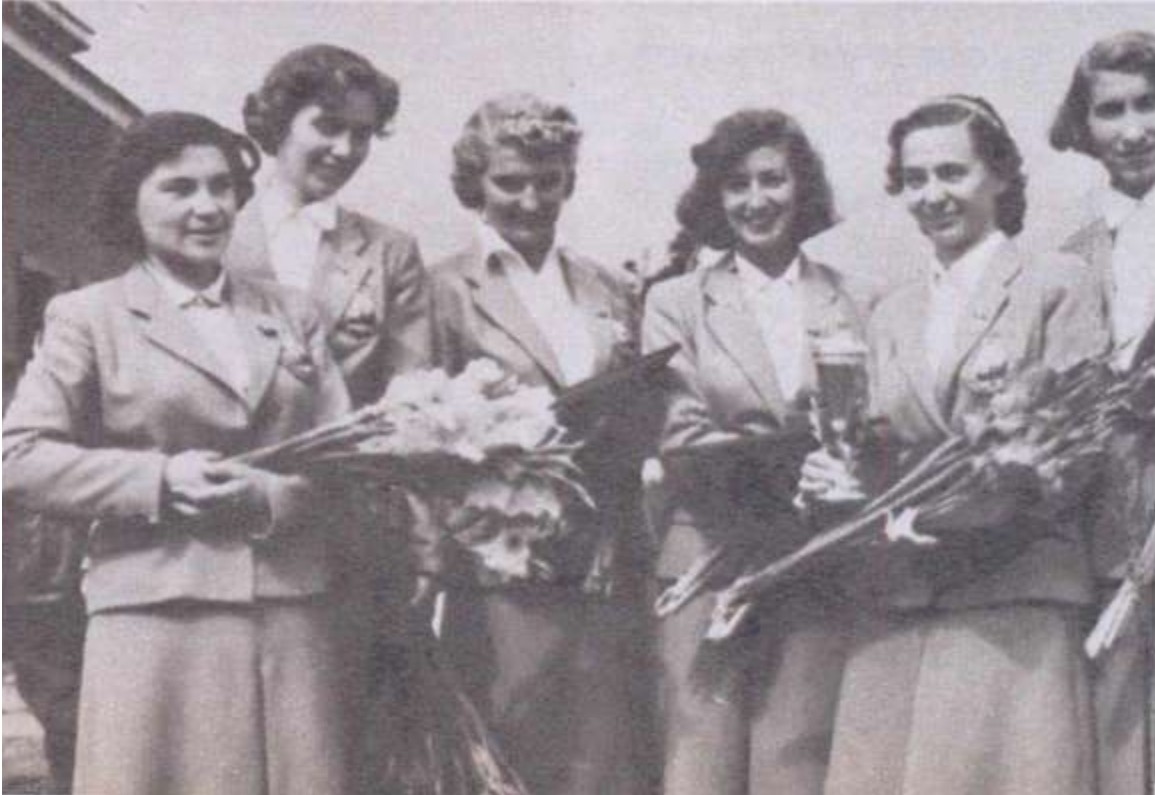
Campioanele europene din 1955: Marieta Juverdeanu, Judith Moscu, Lia Șahighian, Anca Ciortea, Paraschiva Elekeș și Felicia Iovănescu

Felicia Iovănescu (n.  ?) a fost o trăgătoare de tir și atletă română.

## Carieră
Sportiva s-a născut în 1920 în comuna Vârtop. A fost elvevă la Colegiul Național „Elena Cuza” din Craiova. S-a apucat de atletism în 1939 și a devenit campioană națională atât la 80 m garduri (1946), cât și la săritură în lungime (1948).
În parallel ea a practicat și tirul la Progresul București. A fost campioană națională și componentă 
a lotului național. La Campionatele Europene de Tir din 1955 a cucerit cu echipa România medalia de aur în proba de armă liberă, calibru redus, poziția genunchi, alături de Paraschiva Elekeș, Marieta Juverdeanu și Iudith Moscu. La individual a devenit vicecampioană europeană. De asemenea, a câștigat argintul la poziția în picioare - pe echipe (cu Anca Ciortea, Marieta Juverdeanu, Lia Sîrbu) și la 3x40 focuri - pe echipe (cu Marieta Juverdeanu, Iudith Moscu, Lia Sîrbu).
După retragere sa din activitate, Felicia Iovănescu a fost antrenoare de atletism (1958-1964) și profesoară de educație fizică 
(1964-1976). În 2001 a donat Fundației Atletismul Românesc o parte din vila sa de la Băile Olănești pentru un centru de pregătire și refacere.